# 세진티에스
세진티에스(SejinTS)는 대한민국의 미니LED 기업이다. 본사는 경기도 안성시 원곡면 지문로 51-43에 위치해 있으며 대표이사는 김인식이다

## 참고 문헌
1. ↑  김재윤, 세진티에스, 4 Jan. 2021
2. ↑  한국IR협의회 기술분석보고서-세진티에스, 2018.7.26[깨진 링크(과거 내용 찾기)]
3. ↑  세진티에스, 김인식 대표 20만주 매도...49.09%→46.71%, 아이투자, 2021.01.04
4. ↑  세진티에스, M&A설 '솔솔'...왜?, 뉴스핌, 2018년 3월 13일
5. ↑  SKC·세진티에스, 中 광학필름 합작법인 `상생모델`로 - 전자신문, 2007.02.28